# Gaetano Orlando
Gaetano „Gates“ Orlando (* 13. November 1962 in LaSalle, Québec) ist ein ehemaliger italo-kanadischer Eishockeyspieler und -trainer sowie derzeitiger -scout, der im Verlauf seiner aktiven Karriere zwischen 1979 und 1999 unter anderem über 800 Spiele in den höchsten Ligen Nordamerikas und Europas auf der Position des Centers bestritten hat. Orlando, der nach seiner Einbürgerung zudem über 100 Spiele für die italienische Nationalmannschaft absolvierte, gewann in Italien und der Schweiz zahlreiche Landesmeistertitel. Seit der Saison 2022/23 ist er als Scout für die New York Islanders aus der National Hockey League (NHL) tätig.

## Karriere
Der in LaSalle, einem damaligen Vorort der franko-kanadischen Metropole Montreal, geborene Orlando begann seine Juniorenkarriere in der Saison 1979/80 zunächst in der Ligue de hockey junior majeur du Québec (LHJMQ) bei den Junior de Montréal. Dort war der Stürmer in seiner Rookiesaison mit 72 Scorerpunkten in 70 Einsätzen überaus erfolgreich. Dennoch entschied er sich trotz des erfolgreichen Beginns in der Juniorenliga nach der Spielzeit gegen ein weiteres Engagement in der LHJMQ. Stattdessen erhielt er ein Stipendium am Providence College, wo er in den folgenden vier Jahren ein Studium in Betriebswissenschaften verfolgte. Parallel dazu lief er für das Eishockeyteam der Universität, das von Lou Lamoriello betreut wurde, in der National Collegiate Athletic Association (NCAA) auf. Dort spielte die Mannschaft in der Eastern Collegiate Athletic Conference (ECAC). In Diensten der Friars – so der Beiname der Collegemannschaften Providences – verbrachte der italienischstämmige Kanadier überaus erfolgreiche Jahre. Bereits in seinem Freshmanjahr errang Orlando mit der Mannschaft die Meisterschaft der ECAC, zu der er 56 Punkte beisteuerte. Nach einem durchwachsenen zweiten Jahr als Sophomore konnte er in der zweiten Hälfte seiner Collegezeit zahlreiche individuelle Erfolge sammeln, darunter mehrfache Berufungen in All-Star-Teams der ECAC und NCAA. In seinem letzten Spieljahr, in dem er die Friars als Mannschaftskapitän aufs Eis führte, wurde er als bester Collegestürmer der Region New England ausgezeichnet. Dies führte auch dazu, dass er als einer der zehn Finalisten für die Auszeichnung mit dem Hobey Baker Memorial Award als bester Collegespieler des Landes nominiert wurde.
Nachdem Orlando bereits im NHL Entry Draft 1981 in der achten Runde an 164. Stelle von den Buffalo Sabres aus der National Hockey League (NHL) ausgewählt worden war, holten ihn diese nach Beendigung seines Studiums im Frühjahr 1984 in den Profibereich. Zum Ende der Saison 1983/84 debütierte er für Buffalos Farmteam, die Rochester Americans, in der American Hockey League (AHL), wo er im restlichen Verlauf der Spielzeit 15 Punkte in elf Einsätzen in der regulären Saison sowie 14 weitere in 18 Playoff-Einsätzen sammelte. Das folgende Spieljahr begann der Rookie ebenfalls in Rochester, allerdings wurde er nach wenigen Einsätzen Anfang November 1984 erstmals in den NHL-Kader der Sabres berufen. Bei seinem Debüt gegen die Boston Bruins gab er zwei Torvorlagen. Insgesamt blieb es im Saisonverlauf inklusive der Playoffs lediglich bei 16 Einsätzen, in denen er aber 13 Punkte sammelte. Den Großteil des Jahres verbrachte er weiterhin in Rochester bei den Americans. Erst zur Saison 1985/86 gelang es Orlando sich über das Spieljahr in der NHL festzusetzen. In der Spielzeit 1986/87 pendelte der Mittelstürmer schließlich wieder zwischen Buffalo und Rochester, wobei er die Americans als Topscorer der AHL-Playoffs zum Gewinn des Calder Cups führte.
Im Anschluss an die Saison lehnte Orlando ein neues Vertragsangebot der Buffalo Sabres ab, da er nicht weiterhin für das Farmteam in der AHL spielen wollte. Der Free Agent erhielt daraufhin ein lukratives Angebot des HC Meran aus der italienischen Serie A1, das er – auch aufgrund seiner italienischen Abstammung – letztlich annahm. In seinem ersten Jahr in der italienischen Eliteklasse führte er das Team gleich zum Gewinn der Vizemeisterschaft. Nach Abschluss der Saison in Europa kehrte er kurzzeitig in die Vereinigten Staaten zurück, um dort seinen Ex-Klub aus Rochester bei der Titelverteidigung des Calder Cups zu unterstützen, was aber misslang. Seine Leistungen in der Serie A1 mit 110 Scorerpunkten in 46 Einsätzen blieben aber von den anderen Teams nicht unberücksichtigt, und so wechselte der Center im Sommer 1988 zum Ligakonkurrenten HC Bozen. Mit zweijähriger Anlaufzeit gewann Orlando mit den Südtirolern, zu deren Kader auch Mark Napier, Bruno Zarrillo und Ron Flockhart gehörten, den italienischen Meistertitel. Nach der erfolglosen Titelverteidigung in der Saison 1990/91, die mit der Vizemeisterschaft endete, verließ der gebürtige Kanadier den HCB und schloss sich dem finanzstarken HC Devils Milano, der von Unternehmer Silvio Berlusconi unterstützt wurde, an. Dort und bei dessen Folgeverein, dem AC Milan, verbrachte Orlando die drei erfolgreichsten Jahre seines Italien-Engagements. Gleich in seinem ersten Jahr mit den Mailändern errang er das Double aus italienischer Meisterschaft und dem Gewinn der neu formierten Alpenliga. Zudem war er der wertvollste Spieler der Serie A1. In Spieljahren 1992/93 und 1993/94 wiederholten die Devils bzw. der AC Milan den Meisterschaftsgewinn jeweils, und Orlando wurde 1994 abermals wertvollster Spieler der Liga.
Zur Saison 1994/95 verließ der mittlerweile 31-Jährige Italien und wechselte in der Schweizer Nationalliga A (NLA) zum SC Bern. Nachdem es dort in den ersten beiden Spielzeiten lediglich einmal zum Gewinn der Vizemeisterschaft im Frühjahr 1996 gereicht hatte, absolvierte der Rechtsschütze in der Saison 1996/97 ein herausragendes Jahr. Als Topscorer der Hauptrunde und der Playoffs führte er den SCB zum Schweizer Meistertitel. Er selbst wurde für seine Leistungen als wertvollster Spieler der NLA ausgezeichnet. Nach einem weiteren Jahr in Bern, das jedoch mit dem frühzeitigen Ausscheiden aus den Playoffs endete, ließ sich Orlando zunächst an den SC Langnau aus der Nationalliga B (NLB) ausleihen. Diesen unterstützte er in der Aufstiegsrunde zur NLA in vier Spielen. Mit fünf Punkten war er mitverantwortlich für die Rückkehr der Emmentaler in die NLA nach zehnjähriger Abstinenz. Nach diesem Erfolg bestritt er – ebenfalls auf Leihbasis – zwei weitere Partien für die SG Cortina in den Playoffs der italienischen Serie A1. Seine drei Tore konnten das Ausscheiden gegen seinen Ex-Klub aus Bozen aber nicht verhindern.
Nach den vier Jahren in Bern suchte Orlando noch einmal nach einer neuen Herausforderung und bestritt sein letztes Spieljahr im Profisport in Diensten des HC Lugano in der NLA. Mit diesem gewann er seinen zweiten Landesmeistertitel in der Schweiz, zu dem er in den letzten drei Finalspielen jeweils das spielentscheidende Tor erzielte. Im Sommer 1999 trat er nach 20 Jahren als Aktiver vom Eishockeysport zurück. Der Italo-Kanadier kehrte daraufhin nach Nordamerika zurück, um eine Karriere als Trainer zu verfolgen, nachdem er in den drei Jahren zuvor bereits erste Erfahrungen in dieser Position bei der italienischen Nationalmannschaft gesammelt hatte. Er kehrte in die Organisation seines Ex-Klubs Rochester Americans zurück und arbeitete dort in der Saison 1999/2000 als Cheftrainer der Rochester Junior Americans in der Juniorenliga North American Hockey League (NAHL). Darauf folgten zwei Jahre als Cheftrainer im Herrenbereich bei den Adirondack IceHawks in der United Hockey League (UHL), in denen er sich jeweils für die Playoffs qualifizierte. Die Spielzeiten 2002/03 und 2003/04 verbrachte er schließlich als Assistenztrainer der Albany River Rats in der AHL, für die er im zweiten Jahr noch einmal für eine Begegnung die Schlittschuhe schnürte.
Mit Beginn der Saison 2004/05 wurde Orlando als Scout bei den New Jersey Devils aus der NHL angestellt. Dort war er bis 2010 für das Scouting im Profi- und bis 2017 für den Amateurbereich tätig. Anschließend drei Jahre als Direktor bzw. dessen Stellvertreter im Amateurbereich. Überschattet wurde dieser Zeitraum von einer schweren Herzerkrankung Orlandos. Bei einer Routineoperation im April 2012 im heimischen Rochester erlitt Orlando einen siebenminütigen Herzstillstand. Dies führte dazu, dass er während des Wartens auf ein Spenderherz mit einem Kunstherz zehn Monate am Leben gehalten wurde. Zum Zeitpunkt des Eingriffes befand sich dieser noch in der Erprobungsphase mit geringen Erfolgsaussichten. Seit Februar 2013 lebt der Italo-Kanadier mit einem Spenderherz. Im Sommer 2022 wechselte er in die Scouting-Abteilung der New York Islanders.

### International
Nach seiner Einbürgerung war Orlando mit Beginn der B-Weltmeisterschaft 1990 für die folgenden neun Jahre bis zu seinem Karriereende fester Bestandteil der italienischen Nationalmannschaft. Orlando bildete in den 1990er-Jahren eine Angriffsreihe mit Bruno Zarrillo und Lucio Topatigh, die zu einer der besten in der Geschichte der Squadra Azzurra gehört und maßgeblichen Anteil an den guten Weltmeisterschaftsplatzierungen in diesem Zeitraum hatte.
Gleich bei seinem ersten internationalen Auftritt bei der B-Weltmeisterschaft 1990 in Frankreich drückte der Italo-Kanadier dem Turnier seinen Stempel auf. In sieben Turniereinsätzen erzielte er 13 Scorerpunkte, darunter neun Tore. Er wurde damit Topscorer und bester Torschütze des Wettbewerbs sowie als bester Stürmer ausgezeichnet und ins All-Star-Team berufen. Dennoch verpasste die Mannschaft nach einer Niederlage gegen die Schweiz den Aufstieg in die A-Gruppe. Dies gelang jedoch im folgenden Jahr, als Orlando mit zwölf Punkten maßgeblichen Anteil an der Rückkehr in die A-Weltmeisterschaft hatte. Mit dem Stürmer etablierte sich das italienische Team in den folgenden Jahren in der A-Gruppe und erreichte dort mit dem sechsten Platz bei der Heim-Weltmeisterschaft 1994 die beste Platzierung in ihrer bis dato 64-jährigen Geschichte.
Seine größten internationalen Erfolge feierte der gebürtige Kanadier jedoch mit den Teilnahmen an den Olympischen Winterspielen in den Jahren 1994 im norwegischen Lillehammer und 1998 im japanischen Nagano. Insgesamt absolvierte Orlando zwischen 1990 und 1999 zudem zehn Weltmeisterschaftsturniere in Folge für Italien, davon acht in der A-Gruppe. Zwischen 1997 und 1999 fungierte er dabei bereits als spielender Assistenztrainer unter den damaligen Nationaltrainern Bryan Lefley und seinem Nachfolger Adolf Insam. Bei seinem Rückzug aus dem Eishockeysport hatte der Angreifer 112 Länderspiele bestritten, in denen er 113 Punkte gesammelt hatte. Darunter befanden sich 60 WM-Spiele und elf im olympischen Eishockeyturnier.

## Spielweise
Orlando galt als Spieler mit großem Kampfwillen und prägte seine Karriere als Führungsspieler. Wenig ausgeprägt waren hingegen sein Stockspiel und seine schlittschuhläuferischen Qualitäten. Positiv hervorgehoben wurde sein Spielverständnis. Seine kämpferischen Qualitäten unterstreicht seine Aussage, als er beim SC Bern aktiv war: „Ich kann nicht mehr gehen, ich kann kaum sitzen, aber auf den Schlittschuhen geht es noch!“

## Erfolge und Auszeichnungen
| - 1981 Whitelaw-Cup-Gewinn mit dem Providence College - 1983 NCAA All-New-England Team - 1984 NCAA All-East Senior All-Stars - 1984 ECAC First All-Star Team - 1984 NCAA East Second All-American Team - 1984 NCAA All-New-England Team - 1984 NCAA New England Best Forward - 1987 Calder-Cup-Gewinn mit den Rochester Americans - 1988 Italienischer Vizemeister mit dem HC Meran - 1990 Italienischer Meister mit dem HC Bozen - 1991 Italienischer Vizemeister mit dem HC Bozen - 1992 Alpenliga-Gewinn mit dem HC Devils Milano | - 1992 Italienischer Meister mit dem HC Devils Milano - 1992 Wertvollster Spieler der Serie A1 - 1993 Italienischer Meister mit dem HC Devils Milano - 1994 Italienischer Meister mit dem AC Milan - 1994 Wertvollster Spieler der Serie A1 - 1996 Schweizer Vizemeister mit dem SC Bern - 1997 Topscorer der Nationalliga A - 1997 Schweizer Meister mit dem SC Bern - 1997 Topscorer der Nationalliga-A-Playoffs - 1997 Wertvollster Spieler der Nationalliga A - 1998 Aufstieg in die Nationalliga A mit dem SC Langnau - 1999 Schweizer Meister mit dem HC Lugano |

### International
| - 1990 Topscorer der B-Weltmeisterschaft - 1990 Bester Torschütze der B-Weltmeisterschaft - 1990 Bester Stürmer der B-Weltmeisterschaft | - 1990 All-Star-Team der B-Weltmeisterschaft - 1991 Aufstieg in die A-Weltmeisterschaft bei der B-Weltmeisterschaft - 1991 All-Star-Team der B-Weltmeisterschaft |

## Karrierestatistik

### International
Vertrat Italien bei:
| - B-Weltmeisterschaft 1990 - B-Weltmeisterschaft 1991 - Weltmeisterschaft 1992 - Weltmeisterschaft 1993 - Olympischen Winterspielen 1994 - Weltmeisterschaft 1994 | - Weltmeisterschaft 1995 - Weltmeisterschaft 1996 - Weltmeisterschaft 1997 - Olympischen Winterspielen 1998 - Weltmeisterschaft 1998 - Weltmeisterschaft 1999 |

(Legende zur Spielerstatistik: Sp oder GP = absolvierte Spiele; T oder G = erzielte Tore; V oder A = erzielte Assists; Pkt oder Pts = erzielte Scorerpunkte; SM oder PIM = erhaltene Strafminuten; +/− = Plus/Minus-Bilanz; PP = erzielte Überzahltore; SH = erzielte Unterzahltore; GW = erzielte Siegtore; 1 Play-downs/Relegation; Kursiv: Statistik nicht vollständig)